# Temanokunuea
Temanokunuea ist ein Ort mit einer Landfläche von 0,15 km² im nördlichen Teil des pazifischen Archipels der zum Inselstaat Kiribati gehörenden Gilbertinseln nahe dem Äquator. 2020 wurden 443 Einwohner gezählt.

## Geographie
Temanokunuea liegt im Süden des Atolls Butaritari. Der Ort ist durch eine Straße mit Onomaru im Südwesten sowie mit Taubukinmeang im Nordosten verbunden.

## Klima
Das Klima ist tropisch heiß, wird jedoch von ständig wehenden Winden gemäßigt. Ebenso wie die anderen Orte der nördlichen Gilbertinseln wird Temanokunuea gelegentlich von Zyklonen heimgesucht.